# John Hammill
John Hammill, född 14 oktober 1875 i Iowa County, Wisconsin, död 6 april 1936 i Minneapolis, Minnesota, var en amerikansk republikansk politiker. Han var Iowas viceguvernör 1921–1925 och guvernör 1925–1931.
Hammill avlade 1897 juristexamen vid University of Iowa och arbetade först som advokat och sedan som åklagare. År 1908 blev han invald i Iowas senat där han satt i fyra år.
År 1921 efterträdde Hammill Ernest Robert Moore som Iowas viceguvernör. Fyra år senare efterträdde han sedan Nathan E. Kendall som guvernör och efterträddes 1931 i det ämbetet av Daniel Webster Turner. Hammill avled 1936 i Minneapolis och gravsattes i Britt i Iowa.